# Maria Barba
Maria Barba, in religione Maria Candida dell’Eucaristia, nota anche come Madre Maria Candida dell'Eucaristia (Catanzaro, 16 gennaio 1884 – Ragusa, 12 giugno 1949), è stata una religiosa e mistica italiana dell'Ordine dei carmelitani scalzi, nota per i suoi scritti mistici che trattano dell'eucaristia.
È stata beatificata nel 2004 da papa Giovanni Paolo II.

## Biografia
Nacque a Catanzaro da una famiglia originaria di Palermo, che si era momentaneamente trasferita per il lavoro del padre, Pietro Barba, consigliere della Corte d'Appello. Quando la bambina aveva due anni la famiglia fece ritorno al capoluogo siciliano e qui Maria Barba visse la sua giovinezza, nel cuore di una famiglia profondamente cattolica praticante, ma che si oppose risolutamente alla sua vocazione religiosa, manifestatasi fin dall'età di quindici anni. Maria dovette attendere quasi venti anni prima di poter realizzare la sua aspirazione, manifestando, in questi anni di attesa e di sofferenza spirituale, una sorprendente fortezza d'animo. Il 25 settembre 1919 fa il suo ingresso finalmente nel Carmelo teresiano di Ragusa, dove si distinse da subito per una particolarissima devozione al mistero eucaristico.
Vestì l'abito religioso il 16 aprile 1920,  assumendo il nome, per certi aspetti profetico, di Maria Candida dell'Eucaristia.  Prolungava le sue ore di adorazione, e soprattutto l'ora dalle 23 alle 24 di ogni giovedì era trascorsa dinanzi al Tabernacolo.
Venne eletta priora del monastero nel 1924, lo resterà, quasi ininterrottamente, fino al 1947, infondendo nella sua comunità un profondo amore per la Regola di Santa Teresa di Gesù e contribuendo in modo diretto all'espansione del Carmelo teresiano in Sicilia.
A partire dalla solennità del Corpus Domini del 1933, anno santo della redenzione, Maria Candida inoltre scrisse il libro intitolato, Colloqui eucaristici (nella prima pubblicazione del 1979 intitolato L'Eucaristia).
Morì dopo alcuni mesi di acute sofferenze fisiche, il 12 giugno 1949.
Il 21 marzo 2004 è stata beatificata da San Giovanni Paolo II.